# Михайловка (Мазановский район)
В Амурской области также есть Михайловка в Архаринском районе, Михайловка в Благовещенском районе и Михайловка в Михайловском районе.
Миха́йловка — село в Мазановском районе Амурской области, Россия. Входит в Краснояровский сельсовет.

## География
Село Михайловка стоит на правом берегу реки Бирма (левый приток реки Зея).
Расстояние до районного центра Мазановского района села Новокиевский Увал (через Петровку, Каменку, Белоярово и Мазаново) — 40 км.
Расстояние до административного центра Краснояровского сельсовета села Красноярово — 20 км (через Петровку, Антоновку и Леонтьевку).
От села Михайловка на восток (вверх по правому берегу Бирмы) идёт дорога к селу Алексеевка.

## Население
| 2002 | 2010 | 2012 | 2013 | 2014 | 2015 | 2016 |
| ---- | ---- | ---- | ---- | ---- | ---- | ---- |
| 150  | ↘116 | ↗119 | ↘117 | ↘112 | ↘106 | →106 |
| 2017 | 2018 |      |      |      |      |      |
| ↗109 | ↘106 |      |      |      |      |      |

По данным переписи 1926 года по Дальневосточному краю, в населённом пункте числилось 57 хозяйств и 313 жителей (139 мужчин и 174 женщины), из которых преобладающая национальность — украинцы (33 хозяйства).